# Trogon rosalba
Trogon collaris
Espèce
Statut de conservation UICN

 LC  : Préoccupation mineure
Le Trogon rosalba (Trogon collaris) est une espèce d'oiseau de la famille des Trogonidae. 

## Habitat et répartition
Il peuple notamment les forêts humides, du sud du Mexique à la forêt atlantique.

## Sous-espèces
Selon la classification de référence du Congrès ornithologique international (14.2) :
- T. c. puella Gould, 1845 — du centre du Mexique à l'ouest du Panama
- T. c. underwoodi Bangs, 1908 — nord-ouest du Costa Rica
- T. c. aurantiiventris Gould, 1856 — centre du Costa Rica et ouest du Panama
- T. c. extimus Griscom, 1929 — nord-est du Panama
- T. c. heothinus Wetmore, 1967 — serranía del Darién
- T. c. virginalis Cabanis & Heine, 1863 — Tumbes-Chocó
- T. c. subtropicalis Zimmer, 1948 — vallées du río Cauca et Magdalena (Colombie)
- T. c. exoptatus Cabanis & Heine, 1863 — nord du Venezuela
- T. c. collaris Vieillot, 1817 — ouest de l'Amazonie, est du plateau des Guyanes, Trinité-et-Tobago
- T. c. castaneus Spix, 1824 — centre/est du bassin de l'Amazone et forêts du Bahia

## Nidification
Cet oiseau niche dans un trou de termitière ou d'arbre, avec une couvée classique de deux œufs blancs.

## Alimentation
Cet oiseau se nourrit de fruits et d'insectes.

## Comportement
Son gros bec et ses jambes faibles reflètent son alimentation et ses habitudes arboricoles. Bien qu'ayant un vol rapide, cet oiseau est réticent à voler. En général, il reste perché immobile.